# Glogova (Bratunac)
Pour les articles homonymes, voir Glogova.
Glogova (en serbe cyrillique : Глогова) est un village de Bosnie-Herzégovine. Il est situé dans la municipalité de Bratunac et dans la république serbe de Bosnie. Selon les premiers résultats du recensement bosnien de 2013, il compte 962 habitants.

## Histoire
Le village a été la victime d'un nettoyage ethnique pendant la guerre de Bosnie-Herzégovine perpétré le 8 mai 1992 par le serbe Miroslav Deronjić. Au total, 64 hommes civils musulmans (bosniaques) furent exécutés.

## Démographie

### Répartition de la population (1991)
En 1991, le village comptait 1 913 habitants, répartis de la manière suivante, :